# HD189849
HD189849 — хімічно пекулярна зоря спектрального класу A5, що має  видиму зоряну величину в смузі V приблизно  4,7.
Вона знаходиться у сузір'ї Лисички  й розташована на відстані близько 222,3 світлових років від Сонця.

## Фізичні характеристики
Зоря HD189849 обертається 
порівняно повільно 
навколо своєї осі. Проєкція її екваторіальної швидкості на промінь зору становить  Vsin(i)= 16км/сек.

## Магнітне поле
Спектр даної зорі вказує на наявність магнітного поля у її зоряній атмосфері.
Напруженість повздовжної компоненти поля оціненої з аналізу
наявних ліній металів
становить  247,5±  66,7 Гаус.